# Elsinoë phaseoli
Elsinoë phaseoli är en svampart som beskrevs av Jenkins 1933. Elsinoë phaseoli ingår i släktet Elsinoë och familjen Elsinoaceae.   Inga underarter finns listade i Catalogue of Life.